# Isle of Beauty, Isle of Splendour
Isle of Beauty, Isle of Splendour (en español:Isla de la Belleza, Isla del Esplendor) es el himno nacional de Dominica. Fue adoptado en 1967. La letra fue escrita por Wilfred Oscar Morgan Pond y la música fue compuesta por Lemuel McPherson Christian.

## Letra eninglés
Isle of beauty, isle of splendour,
Isle to all so sweet and fair,
All must surely gaze in wonder,
At thy gifts so rich and rare.: All these gifts we do extol.
Healthy land, so like all fountains,
Giving cheer that warms the soul.
Dominica, God hath blest thee
With a clime benign and bright,
Pastures green and flowers of beauty
Filling all with pure delight,
And a people strong and healthy,
Full of godly, rev'rent fear.
May we ever seek to praise thee
For these gifts so rich and rare.
Come ye forward, sons and daughters
Of this gem beyond compare.
Strive for honour, sons and daughters,
Do the right, be firm, be fair.
Toil with hearts and hands and voices.
We must prosper! Sound the call,
In which ev'ryone rejoices,
"All for Each and Each for All."

## Letra enespañol
La isla de la belleza, la isla del esplendor,
la isla donde todo es tan dulce y justo,
todo lo que se mira es maravilloso
tus regalos, ricos y excepcionales.
los ríos, los valles, las colinas y las montañas,
todos estos regalos que elogiamos.
tierra sana, así que como todas las fuentes,
dando la alegría que calienta el alma.
Dominica, Dios te ha bendecido
con un clima benigno y brillante,
llenando todo de puro placer
y una gente fuerte y sana,
piadosa, temerosa.
Intentemos siempre elogiarte
por estos regalos tan ricos y excepcionales.
Vengan a ti, los hijos y las hijas
de esta gema incomparable.
Se esfuerzan para el honor, los hijos y las hijas,
hacen que los derechos, sean firmes, justos.
trabajan con los corazones, las manos y voces.
¡Debemos prosperar! Atiendan el llamado,
en el que todos nos regocijamos,
"todos para uno, uno para todos."